# إبراهيم بوهندي
إبراهيم عبد الله بوهندي (1948) شاعر وكاتب مسرحي وصحفي بحريني معاصر. ولد في مدينة المُحرّق. حصل على دبلوم تجارة من مدارس البحرين. عمل موظّفًا في المصارف منذ 1968. تولّى منصب مساعد المدير العام للخزينة والاستثمار في بنك البحرين الوطني والكويت. هو عضو أسرة الأدباء والكتّاب البحرينيّة ومسرح أوال البحريني. له دواوين ومسرحيّات شعرية عديدة، بالإضافة إلى مقالات صحفية عديدة.

## سيرته
ولد إبراهيم عبد الله سيف بوهندي سنة 1367 هـ/ 1948 في المحرق (أو يقال في فريج الفاضل) ونشأ بها. درس في مدارسها حتى أكمل تعليمه الثانوي بالقسم التجاري وحصل على دبلوم تجارة.

تولى أعمالًا في مجال البنوك منذ 1968 وعمل لدى بنك البحرين الوطني والكويت في منصب مساعد المدير للخزينة والاستثمار.

هو عضو في أسرة الأدباء والكتاب البحرينية وعيّن رئيسًا لها منذ 30 أبريل 2018  وعضو مسرح أوال البحريني. بدأ بنشر قصائده مع بداية مد الحركة الأدبية الجديدة البحرينية، وقيام أسرة الأدباء والكتاب فيها أواخر الستينات. كتب الشعر بنوعية الفصيح والعامي ونشرت له الصحف الخليجية الكثير من الشعر وله أيضًا مشاركات في الندوات الأدبية. اهتم خاصةً بالمسرحية الشعرية العامية. وقد قام أيضاً بكتابة العديد من المقالات الصحفية في شتى الصحف البحرينية، مبدياً فيها آراءه الاجتماعية والسياسية ولا سيما تلك التي تتعلق بالواقع الخليجي العربي ، وقد أبدى اعتراضه لما قد سُمي الربيع العربي لاعتقاده أنه ساهم في بلقنة البلاد العربية وتفتيتها.

## حياته الشخصية
له من الأبناء ردينا وجهينا ومهند ومنذر ومحمد.

## جوائزه
- 1978: حصل على الجائزة الثانية للمسرحية الشعرية، وزارة الإعلام لمسرحيته هل يجف القلب.[3]

## مؤلفاته
من دواوينه الشعرية:
- أحلام نجمة الغبشة، باللهجة العامية البحرينية، 1975
- أشهد أنّني أحب، 1978
- الوطيسة، 1994
- غزل الطريدة، 1994
- قيام السيد الذبيح، 2018

وله مسرحيات شعرية:
- إذا ما طاعك الزمان، 1973
- سرور، 1974
- هل يجف القلب، 1987

وله من السِيرات التي قام بتأليفها:
- التَّسهيلات: سيرة ريادة وتألق، 2017

## وصلات خارجية
- في موقع أرشيف المجلات

| سبقه فهد حسين | الأمين العام لأسرة الأدباء والكتاب في البحرين 30 أبريل 2018 | تبعه |